# Staw w Leśniewie
Staw w Leśniewie (komercyjnie: Łowisko Leśniewo) – pożwirowy staw rybny zlokalizowany na północ od wsi Leśniewo w powiecie gnieźnieńskim (województwo wielkopolskie).

## Charakterystyka
Staw zlokalizowany jest wśród pól, na wschód od koryta Małej Wełny i ma powierzchnię 2,2 lub 5 hektarów. 
Zbiornik jest zróżnicowany pod względem występowania roślinności. W niektórych miejscach rosną licznie rośliny przybrzeżne.

## Wędkarstwo
Staw otwarto dla użytkowników w 2017. Stanowi łowisko komercyjne typu no kill (karp i amur).